# Velorex

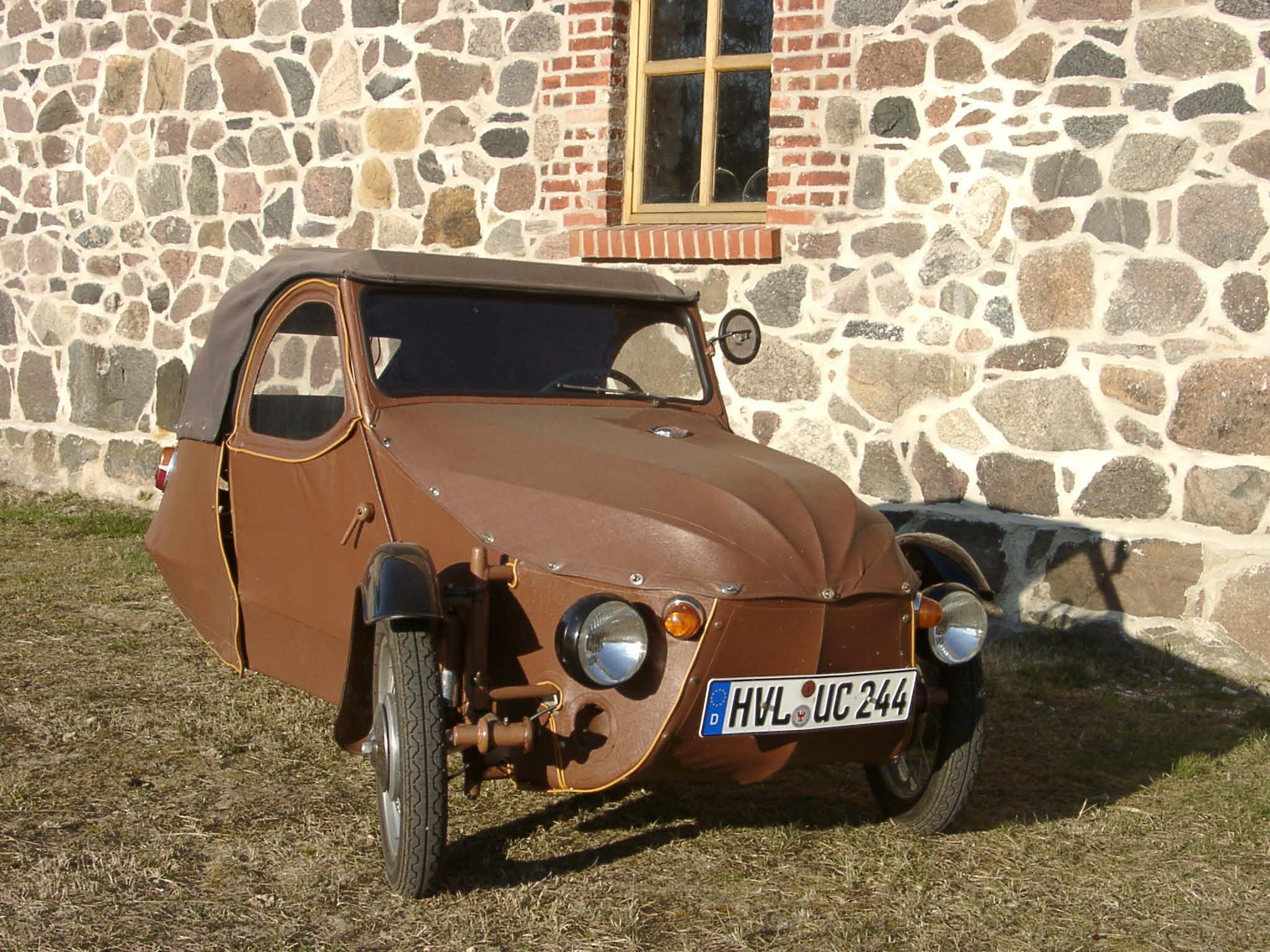
Velorex 16/350

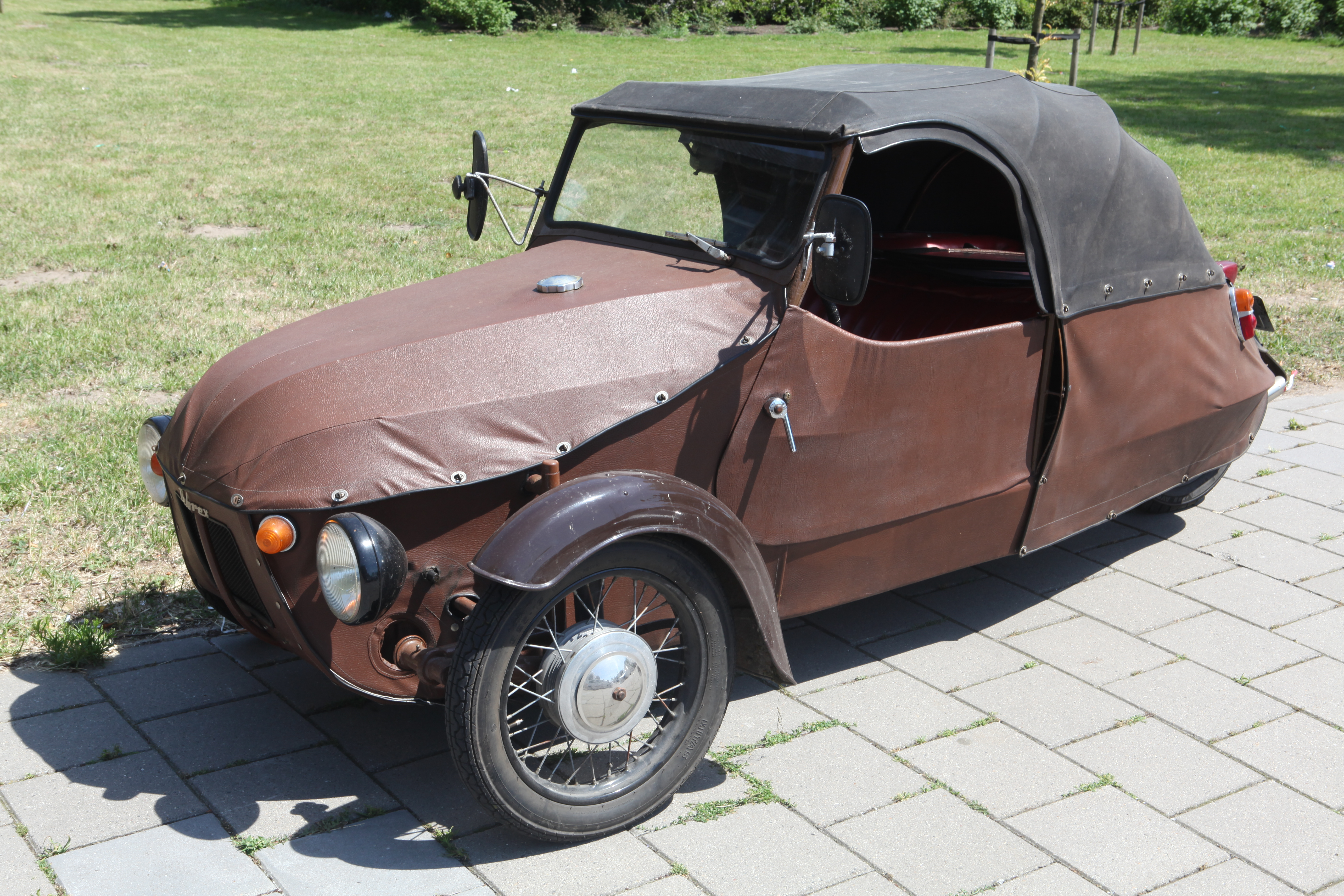
Velorex 16/350

Velorex – czechosłowacka marka pojazdów mechanicznych o bardzo prostej konstrukcji produkowanych w latach 1945–1973 z części i podzespołów motocykli marki DKW i Jawa. Nadwozie pojazdu wykonane było z rur stalowych obciągniętych początkowo płótnem, a późniejszych modelach – sztuczną skórą. 

## Geneza i przeznaczenie
Pierwotnie pojazdy były wytwarzane pod nazwą OSKAR przez prywatny warsztat braci Františka i Mojmíra Stránských, od 1950 roku znacjonalizowany i włączony do państwowej organizacji VELO Hradec Králové, która w 1953 roku została przekształcona w przedsiębiorstwo produkcji pojazdów inwalidzkich Velorex. 
Łącznie wyprodukowano 15 300 egzemplarzy tych pojazdów (w tym 12 tys. egz. typu Velorex 16/350).
Według czechosłowackich planów gospodarczych głównym użytkownikiem samochodów marki Velorex mieli być inwalidzi, którzy otrzymywali je z przydziału na podstawie wcześniejszej weryfikacji lekarskiej oraz z tytułu członkostwa w organizacjach osób niepełnosprawnych. W praktyce jednak dochodziło do nadużyć i część pojazdów została sprzedana osobom, które nie kwalifikowały się do otrzymania pojazdu inwalidzkiego.

## Modele seryjne
- OSKAR 54
- OSKAR 16/250
- Velorex OSKAR
- Velorex 16/175
- Velorex 16/250
- Velorex 16/350
- Velorex 435-0